# جائزة نوبل للسلام 2022
مُنحت جائزة نوبل للسلام لعام 2022 للمدافع عن حقوق الإنسان أليس بيالياتسكي من بيلاروس، ومنظمة ميموريال الروسية لحقوق الإنسان، ومنظمة حقوق الإنسان الأوكرانية، مركز الحريات المدنية من قبل لجنة نوبل النرويجية في أوسلو.
وفقًا للجنة نوبل، كان هناك 343 مرشحًا لجائزة نوبل للسلام لعام 2022، من بينهم 251 فردًا و92 منظمة، ليصبح ثاني أعلى رقم مسجل في التاريخ.

## المرشحون
من بين المرشحين الذين تم الإبلاغ عنهم، البابا الأرجنتيني البابا فرانسيس، وعالم البيئة البريطاني ديفيد أتينبورو، ورجل الأعمال الأمريكي كيث كراش، والناشط الأمريكي أوبال لي، والمبلغ عن المخالفات الأمريكية تشيلسي مانينغ، ومنظمة الصحة العالمية، وحلف الناتو، والناشطة السويدية في مجال تغير المناخ غريتا ثونبرج، والسياسي التوفالي سايمون كوفي، حكومة الوحدة الوطنية في ميانمار، وزعيمة المعارضة البيلاروسية سفياتلانا تسيخانوسكايا، والمنشق الروسي أليكسي نافالني، وحقوق الإنسان الإيرانية مسيح علي نجاد، وأخصائية الصحة العامة الكينية ميريام وير، والناشطة الفلسطينية التوأم منى الكرد ومحمد الكرد. 
تشمل التقارير أيضًا: تم ترشيح البابا فرانسيس لجهوده للمساعدة في حل أزمة المناخ وكذلك عمله من أجل السلام والمصالحة. 
المذيع ديفيد أتينبورو الذي اشتهر بمسلسله التلفزيوني التاريخي الذي يوضح العالم الطبيعي، بما في ذلك الحياة على الأرض والكوكب الأزرق، تم ترشيحه بالاشتراك مع المنبر الحكومي الدولي للعلوم والسياسات في مجال التنوع البيولوجي وخدمات النظم البيئية (IPBES)، الذي يقيم حالة التنوع البيولوجي في جميع أنحاء العالم من أجل صانعي السياسات، على "جهودهم للإعلام عن التنوع الطبيعي للأرض وحمايته. 
تم ترشيح وكيل وزارة الخارجية الأمريكية السابق كيث كراش لتطوير عقيدة «مبدأ الثقة Trust Principle» كبديل سلمي لـ «مبدأ القوة» الاستبدادي الذي استخدمه في بناء تحالف الشبكة النظيفة للديمقراطيات لهزيمة مخطط الرئيسي للصين للسيطرة على اتصالات جيل خامس وكذلك تعزيز الديمقراطية في تايوان وحماية الحريات للأويغور. 
تم ترشيح أوبال لي عن عملها في تأسيس جونتينث لتعزيز التعليم المفتوح للأطفال الصغار وأولياء أمورهم والمعلمين في جميع أنحاء العالم.
تم ترشيح الجندية السابقة في جيش الولايات المتحدة تشيلسي مانينغ للكشف عن مقتل مدنيين عراقيين. في عام 2021، تم تقديم اسمها مع مؤسس موقع ويكيليكس جوليان أسانج وإدوارد سنودن. 
تم ترشيح سفياتلانا تسيخانوسكايا للسنة الثانية على التوالي من خلال لعب دور قيادي في تحدي الرئيس البيلاروسي ألكسندر لوكاشينكو، والذي دعا إلى انتخابات نزيهة ووضع حد للعنف ضد المتظاهرين ضد انتهاكات النظام الحالي.
الناشطة السويدية في مجال تغير المناخ، غريتا ثونبرج، رشحت السويدية غريتا ثونبرج، المرشحة المتكررة لجائزة نوبل في السنوات الأخيرة، وارتقت من ناشطة مراهقة إلى زعيمة مناخ عالمية من خلال إطلاق حركة Friday For Future.
تم ترشيح وزير خارجية توفالو سيمون كوفي لعمله في تسليط الضوء على قضايا تغير المناخ وهو معروف بإلقاء خطاب في قمة المناخ COP26 أثناء تصويره في عمق الركبة في مياه المحيط.
أعيد ترشيح زعيم المعارضة الروسي المسجون أليكسي نافالني بسبب حملته ضد الكرملين. بعد محاولة الحكومة الروسية الفاشلة لتسممه، عاد من ألمانيا إلى موسكو واعتقل على الفور.
تم ترشيح حركة حياة السود مهمة Black Lives Matter لهذا العام من قبل الناشط النرويجي عضو البرلمان بيتر إيدي. كما تضمنت التقارير أن لاعب كرة السلة التركي أنيس كانتر فريدوم قد تم ترشيحه أيضًا لأعماله الإنسانية ونشاطه.
أكد المدير الحالي لـ PRIO، Henrik Urdal، أنه تم أيضًا تضمين المرشحين التالية لجائزة هذا العام: الناشط الاجتماعي الهندي هارش ماندر و Karwan-e-Mohabbat، ومجموعة تحليل بيانات حقوق الإنسان (HRDAG) ومركز العمل اللاعنفي التطبيقي و الاستراتيجيات (كانفاس)، الاقتصادي الأويغوري إلهام توهتي، حزب هونغ كونغ المؤيد للديمقراطية، الناشط الصربي ناتاشا كانديتش ومركز القانون الإنساني، الناشطة السورية اللبنانية ربى محيسن، المفوضة الأفغانية لحقوق الإنسان شهرزاد أكبر، وزيرة الخارجية السودانية مريم المهدي، ومؤسسو Alt News. 

## لجنة الجائزة
أعضاء لجنة نوبل النرويجية المسؤولون عن اختيار الحائز على جائزة نوبل وفقًا لوصية ألفريد نوبل هم نفس أعضاء اللجنة في العام 2021:
- بيريت ريس أندرسن (الرئيس، ولد 1954)، محام (محامٍ) ورئيس سابق لنقابة المحامين النرويجيين، وزير دولة سابق لوزير العدل والشرطة (يمثل حزب العمال). عضو لجنة نوبل النرويجية منذ عام 2012، أعيد تعيينه للفترة 2018-2023.
- آسل توجي (نائب الرئيس، ولد 1974)، باحث في السياسة الخارجية. التعيين للفترة 2018-2023.
- آن إنجر (ولدت 1949)، الزعيمة السابقة لحزب الوسط ووزيرة الثقافة. عضو منذ 2018، أعيد تعيينها للفترة 2021-2026.
- كريستين كليميت (ولدت 1957)، وزيرة الإدارة الحكومية والعمل السابقة ووزيرة التعليم والبحث. المعين للفترة 2021-2026.
- يورغن واتني فريدنس (ولد 1984)، عضو سابق في مجلس إدارة منظمة أطباء بلا حدود النرويج، وعضو مجلس إدارة لجنة هلسنكي النرويجية. المعين للفترة 2021-2026.